# Katherine Fugate
Katherine Fugate (* 14. Juli 1965) ist eine US-amerikanische Drehbuchautorin und Filmproduzentin.

## Leben
Katherine Fugate ist eine Nichte der Schauspielerin Barbara Eden und Cousine des verstorbenen Bodybuilders und Schauspielers Matthew Ansara. Sie studierte Theaterwissenschaften an der University of California, Riverside. Sie etablierte sich als Drehbuchautorin, nachdem 2003 ihr erstes verfilmtes Drehbuch veröffentlicht wurde. In der von Marleen Gorris inszenierten Filmkomödie Carolina – Auf der Suche nach Mr. Perfect spielten Julia Stiles und Shirley MacLaine die Hauptrollen. Bei der Verleihung der Goldenen Himbeere 2012 wurde Fugate für das Schlechteste Drehbuch nominiert.
Größere Bekanntheit erlangte Fugate als Schöpferin der erfolgreichen Fernsehserie Army Wives.
Fugate ist mit dem Schauspieler Paul Rhys, mit dem sie ein gemeinsames Kind hat, verheiratet.

## Filmografie
- 1996: Kounterfeit – Falschgeld (Kounterfeit)
- 2001: Max Steel (Fernsehserie, zwei Folgen)
- 2001: Xena – Die Kriegerprinzessin (Xena: Warrior Princess, Fernsehserie, eine Folge)
- 2003: Carolina – Auf der Suche nach Mr. Perfect (Carolina)
- 2004: Der Prinz & ich (The Prince & Me)
- 2006: Der Prinz und ich: Die königliche Hochzeit (The Prince & Me II: The Royal Wedding)
- 2010: Eine Nacht in Rom (Habitación en Roma)
- 2010: Valentinstag (Valentine’s Day)
- 2011: Happy New Year (New Year’s Eve)
- seit 2007: Army Wives